# Condado de Ulster
El condado de Ulster (en inglés: Ulster County), fundado en 1683, es un condado en el estado estadounidense de Nueva York. En el 2000 el condado tenía una población de 177 749 habitantes en una densidad poblacional de 61 personas por km². La sede del condado es Kingston.

## Geografía
Según la Oficina del Censo, el condado tiene un área total de 3007 km² (1161,0 mi²), de la cual 2916 km² (1125,9 mi²) es tierra y 88 km² (34,0 mi²) (2,95%) es agua.

## Localidades

### Ciudades
Kingston 

### Pueblos
Denning |
Esopus |
Gardiner |
Hardenburgh |
Hurley |
Kingston |
Lloyd |
Marbletown |
Marlborough |
New Paltz |
Olive |
Plattekill |
Rochester |
Rosendale |
Saugerties |
Shandaken |
Shawangunk |
Ulster |
Wawarsing |
Woodstock

### Villas
Ellenville |
New Paltz |
Saugerties

### Lugares designados por el censo
Accord |
Clintondale |
Cragsmoor |
East Kingston |
Gardiner |
Glasco |
High Falls |
Highland |
Hillside |
Hurley |
Kerhonkson |
Lake Katrine |
Lincoln Park |
Malden |
Marlboro |
Milton |
Napanoch |
Phoenicia |
Pine Hill |
Plattekill |
Port Ewen |
Rifton |
Rosendale Hamlet |
Rosendale Village |
Saugerties South |
Shokan |
Stone Ridge |
Tillson |
Walker Valley |
Wallkill |
Watchtower |
West Hurley |
Woodstock |
Zena 

## Demografía
En el 2000 la renta per cápita promedia del condado era de $42,551, y el ingreso promedio para una familia era de $51,708. En 2000 los hombres tenían un ingreso per cápita de $36,808 versus $27,086 para las mujeres. El ingreso per cápita para el condado era de $20,846 y el 11.40% de la población estaba bajo el umbral de pobreza nacional.